# Emperador (Horta Nord)
Emperador, també conegut com la Venta de l'Emperador, Llocnou d'Emperador o la Venta, és un municipi del País Valencià situat en la part meridional de la comarca de l'Horta Nord.
Amb una població censada de 707 habitants (2016) i amb una extensió de tan sols 0,028 km2, era el municipi més reduït de tot Espanya fins al novembre de 2022, quan l'Institut Cartogràfic Valencià va publicar una revisió de les demarcacions municipals, i el títol el porta Llocnou de la Corona, a l'Horta Sud.

## Geografia
El petit terme d'Emperador és completament pla i manca de cursos d'aigua. Presenta el paisatge típic de l'Horta de València. L'antiga carretera de Barcelona passa al costat separant-lo del municipi confrontant.
Està situat a la zona nord-est de l'Horta de València.

### Límits
Limita únicament amb el terme de Museros, que l'envolta per complet.

### Accessos
S'hi accedeix per la carretera CV-300, l'antiga carretera de Barcelona. Les autovies V-21 i l'A-7 circulen a escassos quilòmetres del municipi.

## Història
Té l'origen en un hostal de l'antiga carretera de València a Barcelona que adquirí a mitjans del segle xviii un comerciant, Agustí Emperador, que li va donar un impuls fabril (destil·lats d'aiguardent i fabricació de lones). Emperador va aconseguir el senyoriu del lloc el 1778 i la seua família va conservar-lo fins al 1837, quan l'abolició dels senyorius va convertir-lo en municipi independent. A principis del segle xix, les tropes franceses entraren a la població i saquejaren l'ermita. En 1978 s'annexionà a Museros (amb el qual forma el Marquesat de Dosaigües), fins a l'any 1988, que va tornar a ser un municipi independent.
Compta amb ajuntament propi des de 1987.

## Demografia
El poble havia mantingut les arrels i el seu caràcter quasi familiar, fins al quinquenni 2002-2006, quan més que duplicà la seua població degut a les noves construccions i es crearen situacions de descohesió i nous problemes desconeguts al poble.
| any  | habitants |
| ---- | --------- |
| 1990 | 182       |
| 1992 | 159       |
| 1994 | 163       |
| 1996 | 188       |
| 1998 | 192       |
| 2000 | 210       |
| 2002 | 221       |
| 2004 | 260       |
| 2006 | 306       |
| 2007 | 467       |
| 2012 | 615       |
| 2022 | 705       |

## Economia
L'economia està basada, principalment, en l'agricultura, amb predomini del cultiu del taronger. No obstant això, en el 2001, el 8% dels ocupats es dedicaven a l'agricultura, especialment al cultiu de la taronja; el 28% i 13% dels empleats treballaven en la indústria i la construcció, respectivament, i la meitat dels actius (50%) ho feien en el sector serveis.

## Política i govern

### Composició de la Corporació Municipal
El Ple de l'Ajuntament està format per 7 regidors. En les eleccions municipals de 26 de maig de 2019 foren elegits 4 regidors del Partit Popular (PP), 2 del Partit Socialista del País Valencià i 1 de Compromís per Emperador (Compromís).
| Eleccions municipals de 26 de maig de 2019 - Emperador                                                                        |                                          |                                     |                                     |      |          |          |
| Candidatura | Candidatura                              | Candidatura                         | Cap de llista                       | Vots | Vots     | Regidors |
| | Partit Popular                           |                                     | Alberto Bayarri Remolí              | 189  | 51,08%   | 4 ()     |
| | Partit Socialista del País Valencià-PSOE |                                     | Juan Francisco García Camacho       | 110  | 29,73%   | 2 ()     |
| | Compromís per Emperador                  |                                     | Vicent Grande Roig                  | 47   | 12,70%   | 1 ()     |
| | Altres candidatures                      |                                     |                                     | 16   | 4,32%    | 0        |
| | Vots en blanc                            |                                     |                                     | 8    | 2,16%    |          |
| Total vots vàlids i regidors                                                                                                  | Total vots vàlids i regidors             | Total vots vàlids i regidors        | Total vots vàlids i regidors        | 370  | 100 %    | 7        |
| | Vots nuls                                | Vots nuls                           | Vots nuls                           | 0    | 0,00%    |          |
| Participació (vots vàlids més nuls)                                                                                           | Participació (vots vàlids més nuls)      | Participació (vots vàlids més nuls) | Participació (vots vàlids més nuls) | 403  | 73,56%** |          |
| Abstenció | Abstenció                                | Abstenció                           | Abstenció                           | 133* | 26,44%** |          |
| Total cens electoral | Total cens electoral                     | Total cens electoral                | Total cens electoral                | 503* | 100 %**  |          |
| Alcalde: Alberto Bayarri Remolí (PP) (15/06/2019) Per majoria absoluta dels vots dels regidors (4 vots de PP)                 |                                          |                                     |                                     |      |          |          |
| Fonts: JEC, JEZ Sagunt, M. Interior, Periòdic Ara. (* No són vots sinó electors. ** Percentatge respecte del cens electoral.) |                                          |                                     |                                     |      |          |          |

### Alcaldes

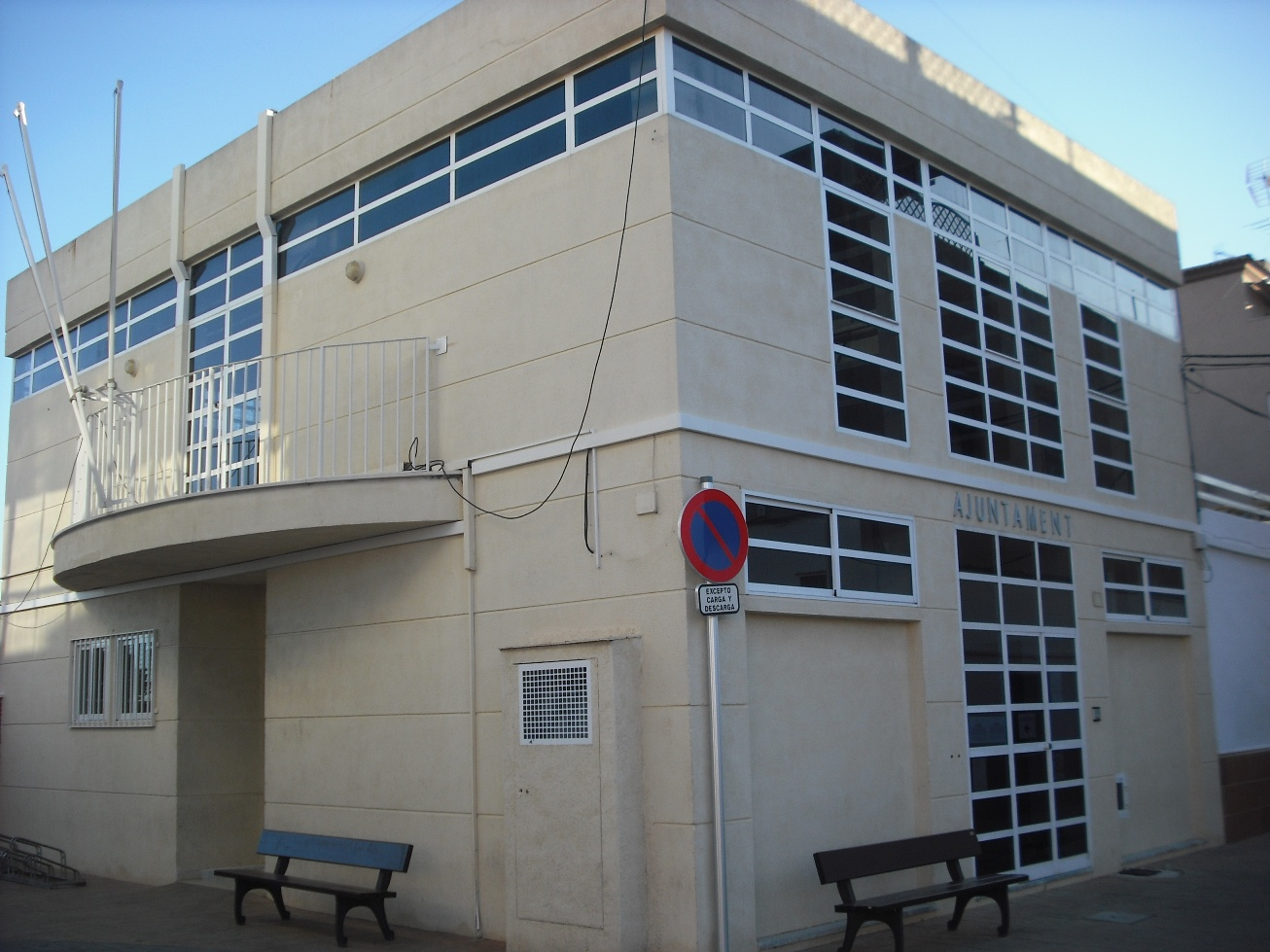
Antic edifici de l'Ajuntament

Des de 2011, l'alcalde d'Emperador és Alberto Bayarri Remolí, del PP.
| Període                       | Alcalde o alcaldessa                             | Partit polític | Data de possessió     | Observacions         |
| ----------------------------- | ------------------------------------------------ | -------------- | --------------------- | -------------------- |
| 1987–1991                     | Francisco Gimeno Raimundo                        | PSPV-PSOE      | 30/06/1987            | --                   |
| 1991–1995                     | Francisco Gimeno Raimundo                        | PSPV-PSOE      | 15/06/1991            | --                   |
| 1995–1999                     | Francisco Gimeno Raimundo                        | PSPV-PSOE      | 17/06/1995            | --                   |
| 1999–2003                     | Francisco Gimeno Raimundo                        | PSPV-PSOE      | 03/07/1999            | --                   |
| 2003–2007                     | Francisco Gimeno Raimundo                        | PSPV-PSOE      | 14/06/2003            | --                   |
| 2007–2011                     | María Vicenta Ruiz Gimeno Eva María Bonet García | PSPV-PSOE      | 16/06/2007 05/10/2010 | Dimissió/renúncia -- |
| 2011–2015                     | Alberto Bayarri Remolí                           | PP             | 11/06/2011            | --                   |
| 2015–2019                     | Alberto Bayarri Remolí                           | PP             | 13/06/2015            | --                   |
| 2019-2023                     | Alberto Bayarri Remolí                           | PP             | 15/06/2019            | --                   |
| Des de 2023                   | n/d                                              | n/d            | 17/06/2023            | --                   |
| Fonts: Generalitat Valenciana |                                                  |                |                       |                      |

## Monuments

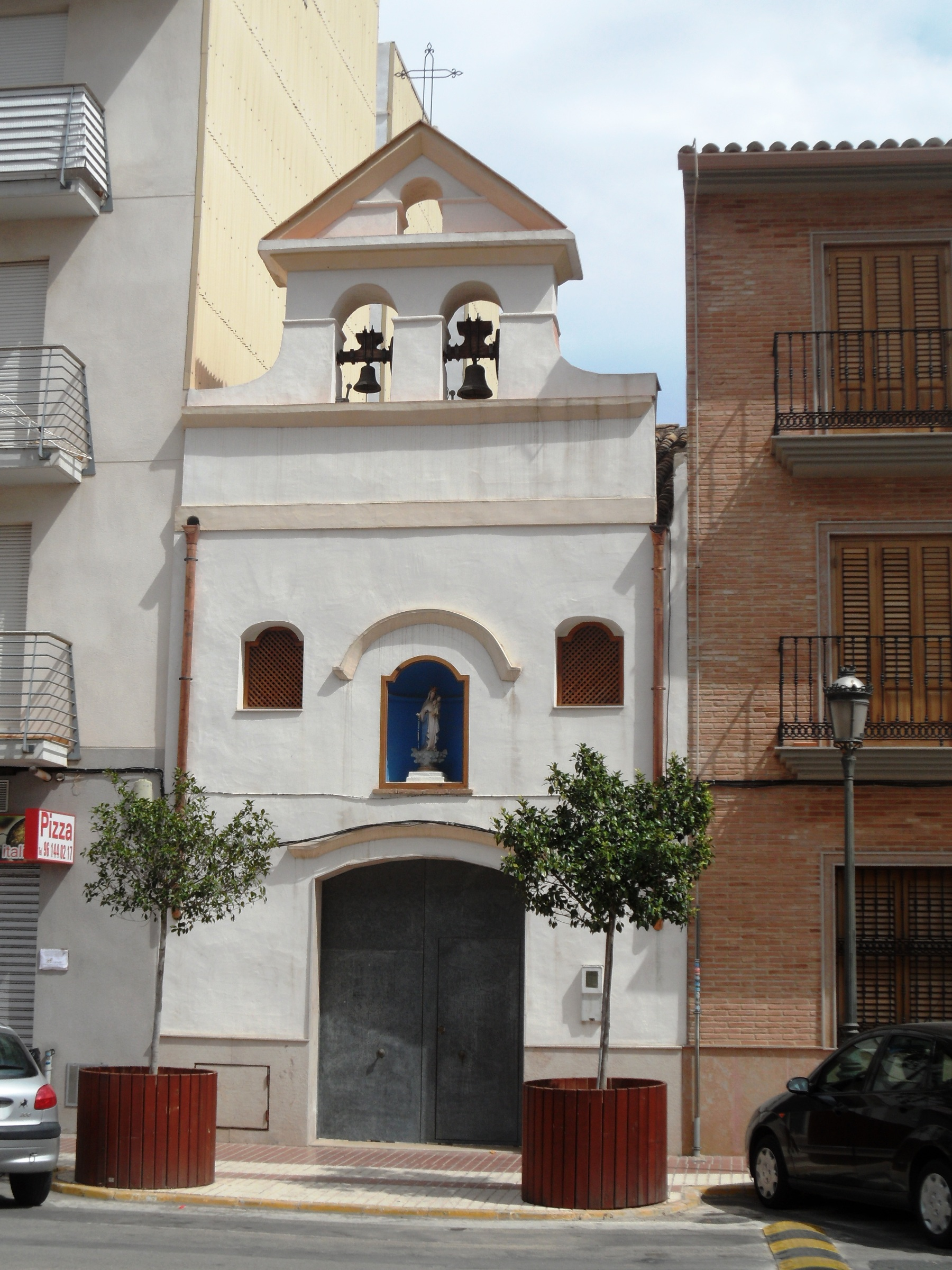
Façana de l'Església del Rosari.

- Església de la Mare de Déu del Rosari. Es tracta d'una construcció senzilla amb una única façana, la dels peus, mentre que la resta de l'edifici limita amb altres edificacions. Aquesta façana té un sol cos, amb porta d'arc de descàrrega i, sobre ella, una fornícula amb la titular. La façana remata amb espadanya de doble buit i frontó triangular.[11] L'interior és d'una sola nau de 15 x 6 m. El sostre és plafonat, i en el seu centre hi ha un gran oval amb escorxadura d'escaiola, en el qual apareix una pintura de la Mare de Déu del Rosari executada al voltant del 1920.[11]

- Edifici senyorial. D'estil neoclàssic i torre quadrada.

## Festes i celebracions
- Festes patronals. Emperador celebra les festes majors el primer cap de setmana de setembre, en honor de la Mare de Déu del Rosari i al Crist de la Misericòrdia, i l'últim dia està dedicat especialment a Sant Vicent Ferrer.[12]